# Levantamento de peso nos Jogos Pan-Americanos de 2019
As competições de Levantamento de peso nos Jogos Pan-Americanos de 2019 em Lima, Peru, foram realizadas de 27 a 30 de julho, no Coliseo Mariscal Caceres. O local também sediou as competições de Squash.
Em 2016, o COI realizou várias mudanças em seus programas esportivos, que foram subsequentemente implementadas para estes jogos. Entre as mudanças, houve a redução de uma categoria masculina. Isto significa que haverá um total de 14 eventos de levantamento de peso (sete por gênero). Um total de 126 halterofilistas se classificaram para competir nos jogos. 
Este evento serviu como uma das competições classificatória para a modalidade de levantamento de peso dos Jogos Olímpicos de Verão de 2020 em Tóquio, Japão. 

## Calendário
| Julho / Agosto       | 24 | 25 | 26 | 27 | 28 | 29 | 30 | 31 | 1 | 2 | 3 | 4 | 5 | 6 | 7 | 8 | 9 | 10 | 11 |
| -------------------- | -- | -- | -- | -- | -- | -- | -- | -- | - | - | - | - | - | - | - | - | - | -- | -- |
| Levantamento de peso |    |    |    | 3  | 4  | 4  | 3  |    |   |   |   |   |   |   |   |   |   |    |    |

|  | Dia de competição |  | Dia de final |

## Medalhistas
Masculino
| Evento           | Ouro                            | Prata                                    | Bronze                                |
| ---------------- | ------------------------------- | ---------------------------------------- | ------------------------------------- |
| 61 kg detalhes   | Francisco Mosquera COL Colômbia | Jairo Serna COL Colômbia                 | Antonio Vázquez MEX México            |
| 67 kg detalhes   | Jonathan Muñoz MEX México       | Edgar Pineda GUA Guatemala               | Luis David Bardalez PER Peru          |
| 73 kg detalhes   | Julio Mayora VEN Venezuela      | Luis Javier Mosquera COL Colômbia        | Julio Cedeño DOM República Dominicana |
| 81 kg detalhes   | Brayan Rodallegas COL Colômbia  | Zacarias Bonnat DOM República Dominicana | Harrison Maurus USA Estados Unidos    |
| 96 kg detalhes   | Jhonatan Rivas COL Colômbia     | Boady Santavy CAN Canadá                 | Keydomar Vallenilla VEN Venezuela     |
| 109 kg detalhes  | Wesley Kitts USA Estados Unidos | Jesús González VEN Venezuela             | Jorge Arroyo ECU Equador              |
| +109 kg detalhes | Fernando Reis BRA Brasil        | Luis Lauret CUB Cuba                     | Raúl Manríquez MEX México             |

Feminino
| Evento          | Ouro                                   | Prata                                     | Bronze                               |
| --------------- | -------------------------------------- | ----------------------------------------- | ------------------------------------ |
| 49 kg detalhes  | Beatriz Pirón DOM República Dominicana | Ana Iris Segura COL Colômbia              | Santa Cotes DOM República Dominicana |
| 55 kg detalhes  | Génesis Rodríguez VEN Venezuela        | Yenny Sinisterra COL Colômbia             | Ana Lopez Ferrer MEX México          |
| 59 kg detalhes  | Camila Lobón COL Colômbia              | Alexandra Escobar ECU Equador             | Yusleidy Figueroa VEN Venezuela      |
| 64 kg detalhes  | Mercedes Pérez COL Colômbia            | Mattie Sasser USA Estados Unidos          | Angie Palacios ECU Equador           |
| 76 kg detalhes  | Neisi Dajomes ECU Equador              | Aremi Fuentes MEX México                  | Katherine Nye USA Estados Unidos     |
| 87 kg detalhes  | María Fernanda Valdés CHI Chile        | Crismery Santana DOM República Dominicana | Tamara Salazar ECU Equador           |
| +87 kg detalhes | Sarah Robles USA Estados Unidos        | Verónica Saladín DOM República Dominicana | Lissbeth Ayoví ECU Equador           |

## Países participantes
Um total de dezenove delegações classificaram equipes para as competições de levantamento de peso. Os números em parênteses representam o número de participantes classificados.
- ARG Argentina (4)
- BRA Brasil (5)
- CAN Canadá (4)
- CHI Chile (6)
- COL Colômbia (12)
- CRC Costa Rica (4)
- CUB Cuba (8)
- DOM República Dominicana (8)
- ECU Equador (12)
- ESA El Salvador (3)
- GUA Guatemala (6)
- MEX México (8)
- NIC Nicarágua (2)
- PAN Panamá (2)
- PER Peru (12)
- PUR Porto Rico (5)
- URU Uruguai (3)
- USA Estados Unidos (10)
- VEN Venezuela (10)

## Classificação
Um total de 126 halterofilistas (63 por gênero) se classificaram para competir nos jogos. Uma nação pode inscrever um máximo de 12 halterofilistas (seis por gênero). O país-sede (Peru) recebeu o tamanho máximo de equipe automaticamente. Todas as outras nações classificaram-se pelos pontos combinados dos Campeonatos Pan-Americanos de 2017 e 2018. Dois convites foram entregues posteriormente (um por gênero). 

## Quadro de medalhas
| Ordem | País                     | Medalha de ouro | Medalha de prata | Medalha de bronze |    |
| ----- | ------------------------ | --------------- | ---------------- | ----------------- | -- |
| 1     | COL Colômbia             | 5               | 4                |                   | 9  |
| 2     | USA Estados Unidos       | 2               | 1                | 2                 | 5  |
|       | VEN Venezuela            | 2               | 1                | 2                 | 5  |
| 4     | DOM República Dominicana | 1               | 3                | 2                 | 6  |
| 5     | ECU Equador              | 1               | 1                | 4                 | 6  |
| 6     | MEX México               | 1               | 1                | 3                 | 5  |
| 7     | BRA Brasil               | 1               |                  |                   | 1  |
|       | CHI Chile                | 1               |                  |                   | 1  |
| 9     | CAN Canadá               |                 | 1                |                   | 1  |
|       | CUB Cuba                 |                 | 1                |                   | 1  |
|       | GUA Guatemala            |                 | 1                |                   | 1  |
| 12    | PER Peru                 |                 |                  | 1                 | 1  |
| TOTAL | TOTAL                    | 14              | 14               | 14                | 42 |